# Ященко Ярослав Володимирович
Я́щенко Яросла́в Володи́мирович (30 квітня 1926 р. — 28 квітня 2022 р.) — український вчений, фізик, доцент кафедри АЕС та ІТФ НТУУ «КПІ» (Теплоенергетичний факультет), учасник Німецько-радянської війни, ветеран праці, кавалер восьми урядових нагород, почесний енергетик України.

## Біографія
Ященко Ярослав Володимирович народився 30 квітня 1926 року. Закінчив Київський політехнічний інститут за спеціальністю «інженер-механік з котлобудування».
Під час німецької окупації допомагав партизанам, а після звільнення Києва брав участь у будівництві висоководного мосту через Дніпро. Був поранений під час бомбардування будівництва. Після одужання в шпиталі працював кочегаром, а потім помічником механіка на пароплаві, що ходив по Дніпру.

## Наукова та викладацька діяльність
Наукові інтереси охоплюють проблеми конструювання, монтажу, та зняття з експлуатації обладнання ТЕС та АЕС.
Тема захищеної кандидатської дисертації: «Влияние акустических полей и вибрации элемента на теплоотдачу к жидкости».
Розробив та викладає наступні дисципліни:
- Парові котли;
- Допоміжне обладнання парових котлів;
- Технологія котло-, парогенераторо- та реакторобудування;
- Монтаж та ремонт котельних установок;
- Теплові та атомні електростанції;
- Дозиметрія та захист від випромінювання;
- Монтаж та ремонт обладнання АЕС;
- Виведення АЄС з експлуатації.

## Наукові праці
1. Ященко, Ярослав Владимирович. Монтаж, дезактивация, ремонт и снятие с эксплуатации атомных электростанций; К.: КПИ, 2009, 376 с.
2. Ященко, Ярослав Владимирович. Вспомогательное оборудование котельных установок; К.: КПИ, 2009, 344 с.
3. Ященко, Ярослав Владимирович. Монтаж и ремонт котельных установок теплоэнергетических станций [учебник]; Нац. техн. ун-т Украины «Киев. политехн. ин-т». — К.: КПИ, 2010. — 424 с.
4. Борис Викторович Добротин, Ярослав Владимирович Ященко. Технология котло- и парогенераторостроения: [Учеб. пособие для вузов по спец. «Парогенераторостроение»] / К.: Вища школа, 1984, 231 с.

## Нагороди
- Медаль «Ветеран праці»
- Медаль «За доблесну працю у Великій Вітчизняній війні 1941—1945 рр.»
- Медаль «За перемогу над Німеччиною у Великій Вітчизняній війні 1941—1945 рр.»
- «За освоєння цілинних та перелогових земель» та ще декілька.